# Lithobius viriatus
Lithobius viriatus är en mångfotingart som beskrevs av Sseliwanoff 1880. Lithobius viriatus ingår i släktet Lithobius och familjen stenkrypare. Inga underarter finns listade i Catalogue of Life.